# Tony Richardson
Cecil Antonio "Tony" Richardson, född 5 juni 1928 i Shipley i West Yorkshire, död 14 november 1991 i Los Angeles, Kalifornien, var en brittisk filmregissör.

## Biografi
Richardson var ursprungligen dokumentärfilmare och medlem av rörelsen Free Cinema på 1950-talet. I nära samarbetet med unga arga brittiska dramatiker (främst John Osborne) bildade han filmbolaget Woodfall.
Richardson var med sina diskbänksrealistiska filmer en av de ledande gestalterna inom den brittiska nya vågen, med filmer som Se dig om i vrede (1959), Glädjespridaren (1960), En doft av honung (1961) och Långdistanslöparen (1963). 
Han var genom giftermål med Vanessa Redgrave ingift i teatersläkten Redgrave och far till Natasha Richardson och Joely Richardson.
Richardson avled till följd av AIDS 1991 då han som var bisexuell hade haft ett antal relationer med homosexuella män.

## Filmografi
- 1958 – Se dig om i vrede (Look Back in Anger)
- 1960 – Glädjespridaren (The Entertainer)
- 1961 – Fallet Temple Drake (Sanctuary)
- 1961 – En doft av honung (A Taste of Honey)
- 1962 – Långdistanslöparen (The Loneliness of the Long Distance Runner)
- 1963 – Tom Jones
- 1965 – In i det sista (The Loved One)
- 1966 – Sjömannen från Gibraltar (The Sailor from Gibraltar)
- 1966 – Mademoiselle
- 1968 – De tappra 600 (The Charge of the Light Brigade)
- 1969 – Hamlet
- 1969 – Skratten i mörkret (Laughter in the Dark)
- 1970 – Ned Kelly
- 1974 – Mordvinnaren (Dead Cert)
- 1974 – Balansgång (A Delicate Balance)
- 1976 – Joseph Andrews
- 1982 – Gränsen (The Border)
- 1984 – Hotell New Hampshire (The Hotel New Hampshire)
- 1988 – Ett oändligt äventyr (Shadow on the Sun)
- 1990 – Kvinnor och män. Kullar som vita elefanter (Women and Men. Hills Like White Elephants)
- 1990 – Fantomen på Stora operan (The Phantom of the Opera)
- 1994 – Blue Sky

## Teater

### Regi
| År   | Produktion                                       | Upphovsmän                               | Teater                               |
| ---- | ------------------------------------------------ | ---------------------------------------- | ------------------------------------ |
| 1963 | Arturo Ui Der aufhaltsame Aufstieg des Arturo Ui | Bertolt Brecht Bearbetning George Tabori | Lunt-Fontanne Theatre, New York, USA |